# Župnija Gorje
Župnija Gorje je rimskokatoliška teritorialna župnija Dekanije Radovljica Nadškofije Ljubljana.